# Olorus dentipes
Olorus dentipes es una especie de insecto coleóptero de la familia Chrysomelidae. Fue descrita en 1984 por Tan.